# Ригг, Брайан Марк
Бра́йан Марк Ригг (англ. Bryan Mark Rigg; род. 16 марта 1971, Техас) — американский историк, профессор Американского военного университета, доктор философии (PhD). Автор спорных книг «Еврейские солдаты Гитлера: нерассказанная история нацистских расовых законов и людей еврейского происхождения в германской армии» и «Спасённый из Рейха: как один из солдат Гитлера спас любавического ребе» (в соавторстве с профессором современной еврейской истории Йельского университета Паулой Хайман).

## Биография
Родился в Техасе в семье христиан-баптистов. Служил в качестве офицера в Корпусе морской пехоты США.
Окончил с отличием исторический факультет Йельского университета (B.A.), получил грант от Фонда Чарльза и Джулии Генри для продолжения обучения в Кембриджском университете в Великобритании.
Обнаружив, что его прабабушка была еврейкой, попытался приблизиться к иудаизму. Учился в иерусалимской иешиве «Ор Самеах». Служил добровольцем во вспомогательных частях Армии обороны Израиля.
Ригг позиционирует себя как евангелиста.

## Научная деятельность
В ходе подготовки материала о вермахте и о службе в нём лиц смешанного еврейско-немецкого происхождения взял около 400 интервью с ветеранами, записал около 500 часов видеопоказаний, собрал около 3 тысяч фотографий и 30 тысяч страниц воспоминаний солдат и офицеров, участвовавших во Второй мировой войне в рядах германской армии. По результатам своих исследований Ригг заявил, что в рядах вермахта (включая войска СС) якобы служило до 150 тысяч потомков евреев во втором и третьем поколении, многие из которых считали себя немцами и считались таковыми согласно Нюрнбергским законам.

## Критика
Исследованиям Ригга посвящены статьи в ведущих газетах США, Германии, Великобритании и Израиля. Историк Беата Майер из Института истории немецких евреев в Гамбурге назвала книгу «Еврейские солдаты Гитлера» фальшивкой и охарактеризовала цифру в 150 000 служивших евреев как нереалистичную. Согласно переписи 1939 года в Германии было учтено 72 000 «полукровок первой степени» (нем. Halbjude, наполовину евреев) и 42 000 «полукровок второй степени» (нем. Vierteljude, евреев на четверть). При этом максимум 33 000 полукровок и их супругов имели призывной возраст и лишь некоторые из них были призваны в армию. Майер отмечает, что при вычете сенсационной цифры «еврейских солдат Гитлера» книга Ригга не содержит ничего нового и соглашается с некоторыми его выводами, в частности, об увольнении из вермахта большинства полукровок в 1940—1941 годах по указам Гитлера.
Антидиффамационная лига сочла нелепым тезис Ригга о службе тысяч евреев в вооружённых силах нацистской Германии.